# 鄧浩光
鄧浩光（英語：Anthony Tang Ho Kwong，1961年7月31日—）香港男演員，商人及主持，1980至2000年代開始曾做過電影界以及電視圈，曾為無綫電視及亞洲電視旗下藝人，之後於2004年中期開始担任白花油业务組拓展部经理，是主力從商（現晉升为市场部经理），2019年底，鄧浩光退休前離職。

## 簡歷

### 影視圈發展

#### 入行
1961年7月31日：鄧浩光出生於香港的游泳世家，父親鄧乃鑄為前香港游泳隊領隊與教練，胞弟鄧國光則是香港前亞洲運動委員會游泳隊代表隊成員。他在1977至1980年間分别曾就讀於聖若瑟書院（1979年中五）期間參加過三次由華人游泳聯會大賽（即香港中華業餘游泳聯會）所舉辦的華泳賽，並先後奪得男子乙組個人全場冠軍（1977年）、男子甲組個人全場亞軍（1979年）及男子甲組個人全場冠軍（1980年），又曾參與舉辦的泰國曼谷亞運會（1978年）。他一直到1980年代初，鄧浩光在退役游泳運動員之後, 曾先在銀禧體育中心擔任游泳班教練, 之後逐漸涉足電影界，到了1982年期間，鄧浩光被電影導演楊凡發掘拍攝了《少女日記》後, 晉升為演員之後涉足演藝圈。

#### 無綫電視（1986年－1989年、1998年－2006年）
1980年代，鄧浩光投身電視圈，一直以部頭合約身份參與香港電台電視部、無綫電視及亞洲電視拍攝劇集。自1986年經無綫電視（TVB）出道後而入行，並與黃日華領銜主演《工字打出頭》等劇集。
1998年，鄧浩光亦在曾勵珍的邀請下重返無綫電視及得以重用, 但他已跟其時TVB力捧的著名當紅小生，如羅嘉良、吳啟華、張家輝、林家棟、古天樂、張兆輝、張智霖、歐陽震華、林保怡、林文龍等成為無綫電視小生之一，成功轉型後在《洗冤錄》、《十月初五的月光》、《戀愛自由式》以及《大唐雙龍傳》等電視劇集演出的配角，但是在2000年代後期，無綫因虧損開始減少了劇集製作，連帶鄧浩光開始亦減少了電視劇演出，一直到2005年10月，鄧氏離開無綫電視圈及主持人工作並息影退出娛樂圈；2006年底中期離開電視台，鄧浩光遂漸淡出了影視圈，目前後已轉往商界發展並赴轉到學習經營生意，但隨著拍畢《街市的童話》後便淡出電視圈。

#### 亞洲電視（1989年－1998年）
三年後（1989年），鄧浩光自離開無綫後一直至被周梁淑怡主政的期間由亞洲電視有限公司（aTV）因挖角潮後而獲得機會，然而，跟隨蕭亮、劉丹、楊群、高雄、盧海鵬、楊澤霖、冼灝英、梁思浩、胡渭康、莊靜而、黃允財、詹秉熙、惠天賜、龍炳基及彭文堅等人獲邀請一併過檔亞洲電視，九年時間內轉投至亞視期間，他當中合作過主演的作品包括《法本無情》、《樓下伊人》、《仙鶴神針》等，絕大部分以第一男主角身分演出。他到了1990年代末期，鄧浩光因亞洲電視劇集製作逐漸了減少，亞洲電視因虧損開始累減少了劇集製作，連帶鄧浩光開始在亦減少了亞視的電視劇以及主持人演出工作；至1998年中期離開亞視，鄧浩光因與約滿亞視後，因時任亞視封小平入主及上任後，但是實施裁員政策，吳征主政時代期間亞視製作部而解散，選擇約滿離開亞洲電視。

#### 其他
踏入2005年，鄧浩光於逐漸減少並淡出了影視圈，同年為了照顧剛出生的女兒，2005年10月選擇淡出幕前演出工作，翌年約滿TVB後選擇息影，至2006年底，便轉投顏福偉旗下的和興白花油市場部藥廠經理至2019年，由於正式加入兒時玩伴顏福偉持有的和興白花油藥廠任職業務拓展經理，還有份拍攝公司廣告、偶爾他於客串演出曾参與的節目主持電影圈和電視劇等等。，至2014年已升任銷售及市場推廣部經理；基於顏氏身為同性戀者，且經常一起出席不同活動，遂屢次被坊間媒體將兩人關係描寫得曖昧不清。2011年8月，鄧浩光於某日凌晨因醉酒駕駛而被警方拘捕，同月18日在九龍城裁判法院承認一項醉駕駛酒罪，須罰款五千元、停牌一年和自費報讀駕駛改進課程

## 演出作品

### 電視劇（香港電台電視部）
| 首播   | 劇名       | 角色                                      |
| 1985年 | 執法者     | 阿 海（單元：白袖子)                      |
| 1985年 | 香江歲月   | 明 仔（第14集：風雲時勢、第15集：母與子） |
| 1987年 | 性本善     | 楊老師（單元：荳蔻年華）                  |
| 1991年 | 性本善     | 阿 添（Tim）（單元：新婚蜜語）            |
| 1992年 | 屋簷下     | 阿聰爸爸（單元：話俾爸媽知）              |
| 1994年 | 萬戶交響曲 | 阿 May 丈夫（單元：BB駕到）               |
| 1996年 | 乖乖不得了 | 小穎爸爸（單元：夢飛飛）                  |

### 電視劇（無綫電視）
| 首播   | 劇名           | 角色                         |
| 1987年 | 工字打出頭     | 李學良                       |
| 1987年 | 週末小品：巫情 |                              |
| 1987年 | 大城小子       | 陳 華                        |
| 1988年 | 城市故事       | 酒店主管（單元：幸福玻璃球） |
| 1999年 | 真情           | 石守堅                       |
| 1999年 | 洗冤錄         | 江志揚（第3、7、8集）        |
| 1999年 | 洗冤錄         | 江子揚（第4 - 6集）          |
| 2000年 | 緣份無邊界     | 尹有財                       |
| 2000年 | 十月初五的月光 | 萬沛堅                       |
| 2001年 | 美麗人生       | 謝錦釗                       |
| 2002年 | 彩色世界       | 鍾永年                       |
| 2002年 | 烈火雄心II     | 亞 峰（第15、16集）          |
| 2002年 | 無頭東宮       | 羅劍郎                       |
| 2002年 | 法網伊人       | 鍾學祥                       |
| 2003年 | 九五至尊       | 岑日孝                       |
| 2003年 | 戀愛自由式     | 洛厚仁                       |
| 2004年 | 大唐雙龍傳     | 李元吉                       |
| 2005年 | 學警雄心       | 馬豐泰                       |
| 2006年 | 街市的童話     | 江煒祺                       |

### 電視劇（亞洲電視）
| 首播   | 劇名               | 角色                     |
| 1989年 | 男大當差           | 莫應基                   |
| 1989年 | 望父成龙           | 高育生                   |
| 1990年 | 藍月亮             | 黃光石                   |
| 1990年 | 法本無情           | 關雨廷                   |
| 1990年 | 樓下伊人           | 李大雄                   |
| 1990年 | 我係Tuna Fi        | 楊家樂                   |
| 1990年 | 大靈界             | 伍克忠                   |
| 1991年 | 上海一九四九       | 靳康年                   |
| 1991年 | 再造繁榮           | 潘 文                    |
| 1991年 | 香港奇案之黑錢年代 | 雷 洛                    |
| 1992年 | 摩登七十二家房客   |                          |
| 1992年 | 仙鶴神針           | 馬君武                   |
| 1992年 | 今裝戲寶           | 司徒銘（單元：玉女添丁） |
| 1992年 | 一千靈異夜         | 黄浩川（單元：護花使者） |
| 1992年 | 一千靈異夜         | 邵漢華（單元：靈魂實驗） |
| 1992年 | 香港奇案之AK47     | 阿 細                    |
| 1992年 | 一千靈異夜         | （單元：血追憶）         |
| 1992年 | 珠光鬥寶氣         | 葛德華                   |
| 1992年 | 香港奇案之八大毒梟 | 趙乘風                   |
| 1992年 | 皇家警察實錄       |                          |
| 1993年 | 皇家警察實錄II     |                          |
| 1993年 | 新香港奇案         |                          |
| 1994年 | 少林義士洪熙官     | 汪錦綸                   |
| 1994年 | 城中姊妹花         | 飛 鴻                    |
| 1994年 | 鳳凰傳說           | 程梓峰                   |
| 1994年 | 碧血青天珍珠旗     | 趙匡胤                   |
| 1994年 | 洪熙官             | 江錦綸                   |
| 1996年 | 再見艷陽天         |                          |
| 1997年 | 國際刑警1997       | 林劍橋                   |
| 1997年 | 肥貓正傳           | 莊永佳                   |
| 1997年 | 97變色龍           | D 哥（第3集）            |

### 電影
| 首映   | 電影名       | 角色       |
| 1984年 | 少女日記     | 嘉 明      |
| 1985年 | 飛虎奇兵     | 大 隻      |
| 1986年 | 冒牌大賊     | 阿 牛      |
| 1986年 | 哈林行動     |            |
| 1986年 | 茅山學堂     | 學 生      |
| 1987年 | 天賜良緣     | 樂隊成員   |
| 1988年 | 應召女郎1988 | 袁 生      |
| 1988年 | 捕風漢子     | 程暉丈夫   |
| 1988年 | 流金歲月     | 蔣南孫下屬 |
| 1989年 | 警察也移民   | 陳彼得     |
| 1989年 | 金牌師姐     |            |
| 1992年 | 靈界誘惑     |            |
| 1992年 | 外賣情人     | 紀文峰     |
| 1992年 | 愛不完       | 亞 Mark    |
| 1993年 | 第六感       |            |
| 2003年 | 機動部隊伙伴 | Ken        |

### 電視節目
| 首播     | 節目名               | 備註               |
| 亞洲電視 |                      |                    |
| 1993年   | 眾志成城為公益       |                    |
| 1994年   | 今日睇真D            |                    |
| 1995年   | 真係乜都有           |                    |
| 1997年   | 跑馬地萬眾同心大匯演 |                    |
| 無綫電視 |                      |                    |
| 2000年   | 2000年度香港小姐競選 | 準決賽問答環節嘉賓 |
| 2001年   | 熱帶雨林蜜月狂奔     | 與康子妮一同主持   |
| 2002年   | 康泰最緊要好玩       | 主持               |
| 2002年   | 獅城飲食新潮流       | 與康子妮一同主持   |
| 2002年   | 印尼民丹島自遊新天地 | 與康子妮一同主持   |
| 2011年   | 千奇百趣省港澳       | 第20集嘉賓         |

### 廣告
| 年份   | 產品                                                                            |
| 2006年 | 和興白花油「和興活絡油（與梁家仁）」                                            |
| 2012年 | 和興白花油「和興白花油、福仔239、和興白花膏」                                   |
| 2013年 | 和興白花油 - 祖母篇（前傳）」                                                   |
| 2013年 | 和興白花油（新加坡）「和興活絡油 - 祖父祖母篇：和興活絡油隨身帶，跟酸痛說拜拜」 |
| 2013年 | 和興白花油（新加坡）「和興活絡油 - 青年篇：和興活絡油隨身帶，跟酸痛說拜拜」     |
| 2013年 | 和興白花油（新加坡、馬來西亞）「不帶手機都要帶和興白花油」                      |
| 2014年 | 和興白花油「和興活絡油 - 和興活絡油 I like it！」                               |
| 2018年 | 和興白花油「福仔239 - 多一些溫油 少一些尷尬：睇戲篇」                           |
| 2018年 | 和興白花油「多一些溫油 少一些尷尬：泊車篇」                                     |
| 2018年 | 和興白花油「福仔239 - 多一些溫油 少一些尷尬：情侶篇」                           |
| 2018年 | 和興白花油「多一些溫油 少一些尷尬：唇印篇」                                     |
| 2018年 | 和興白花油「和興活絡油 - 多一些溫油 少一些尷尬：撞親篇」                        |

## 外部連結
- 鄧浩光的Facebook專頁
- Anthony Tang 個人網頁（页面存档备份，存于）
- 鄧浩光在香港影庫上的簡介